# Список умерших в 1310 году

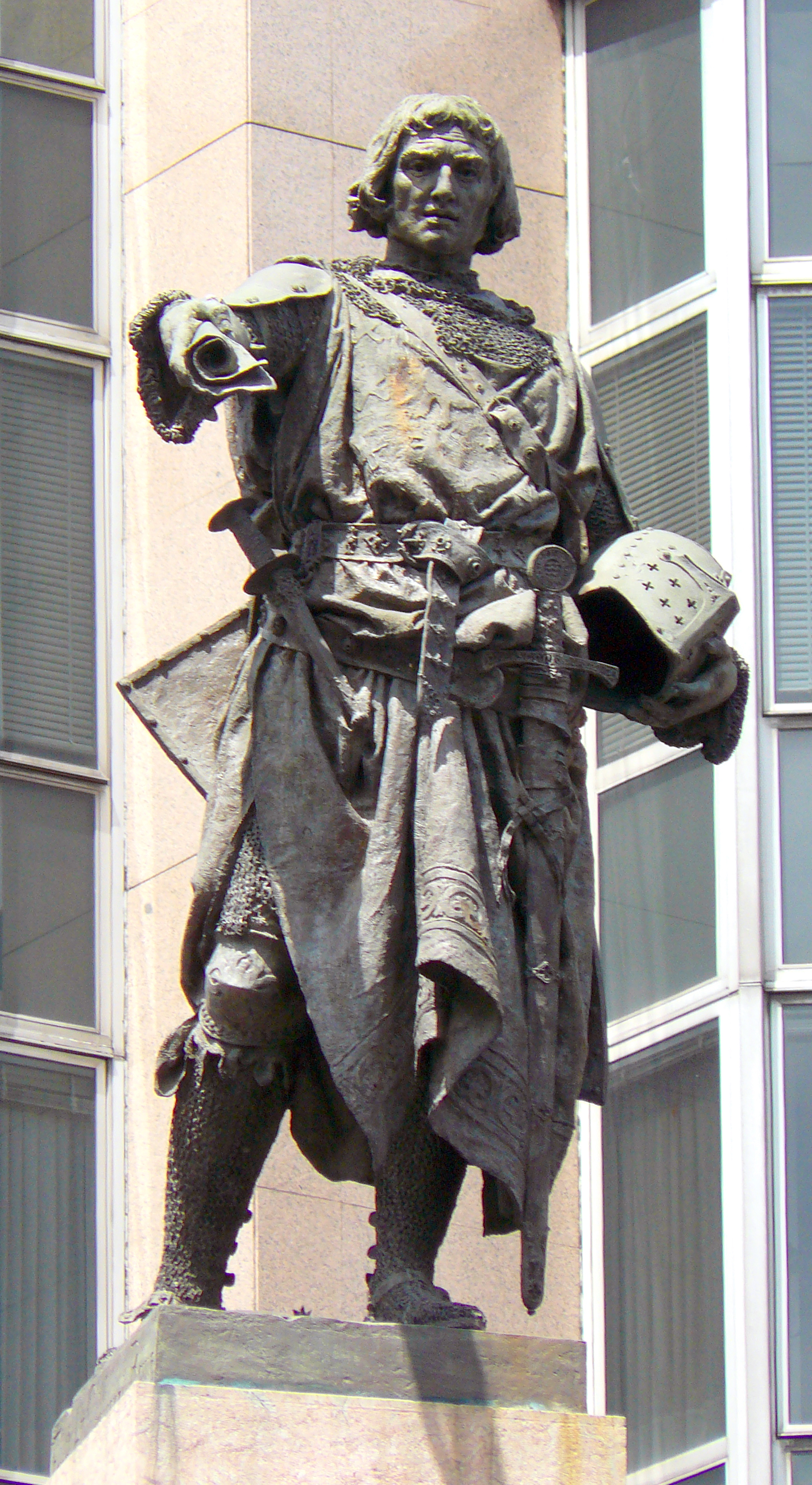
Диего Лопес V де Аро

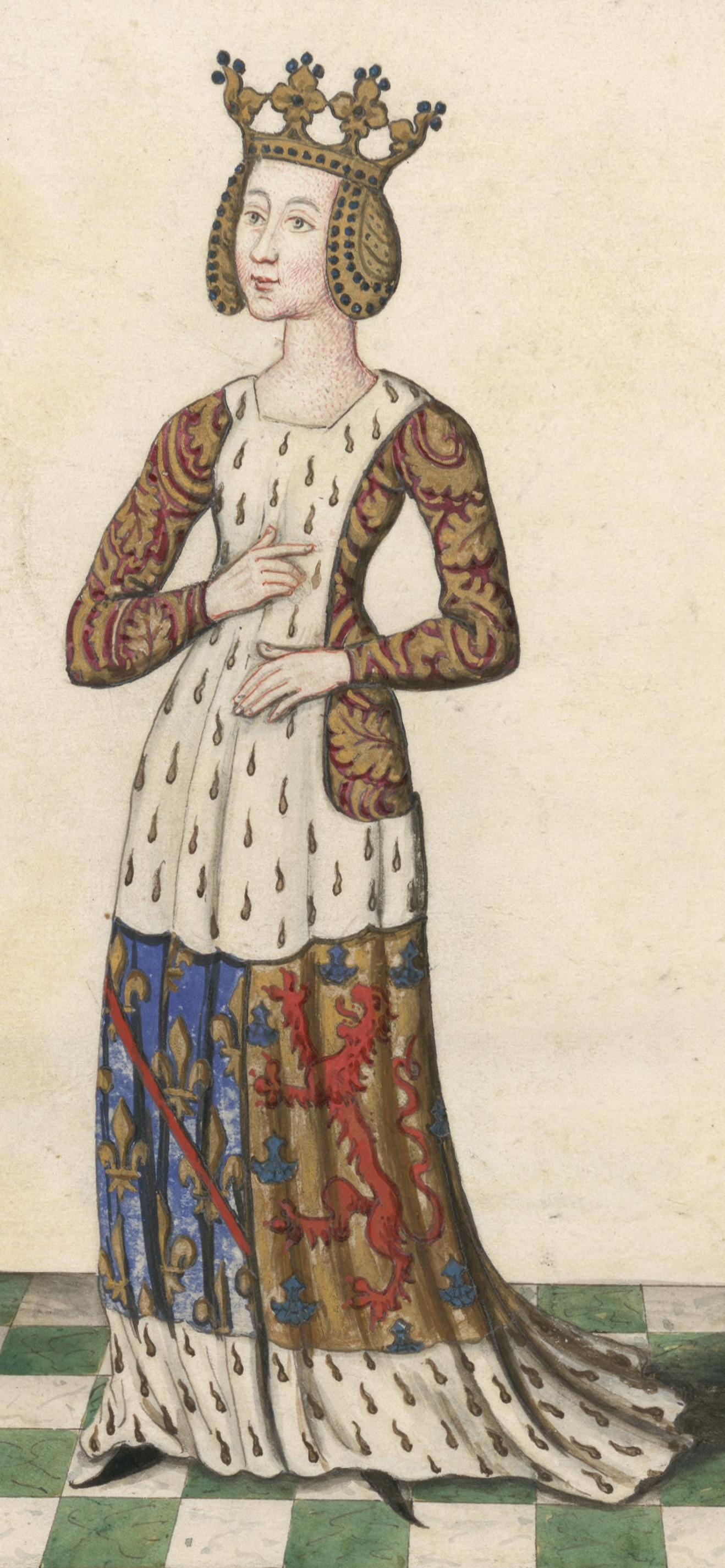
Беатрис Бургундская

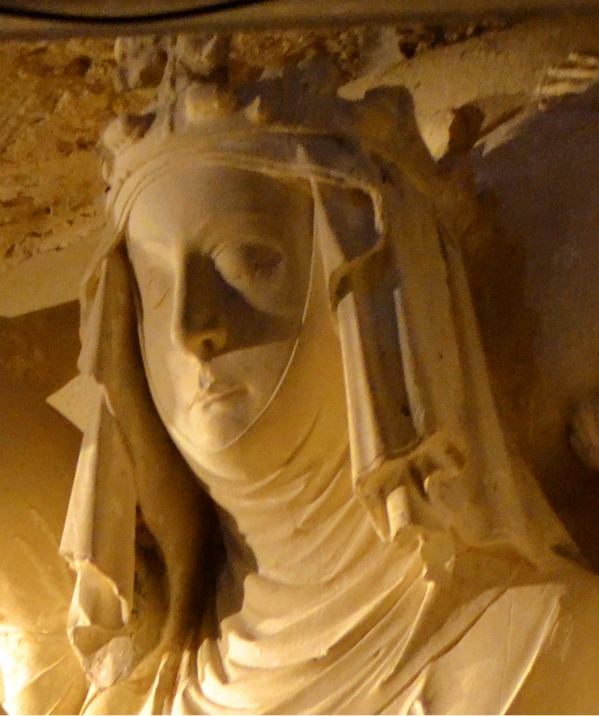
Бланка Анжуйская

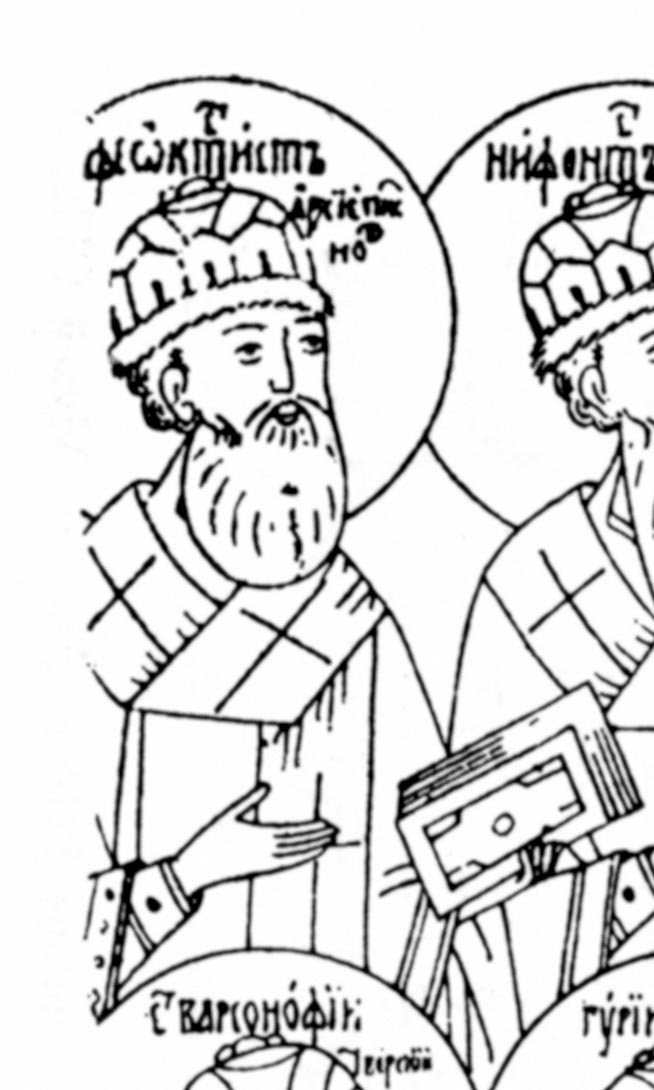
Феоктист

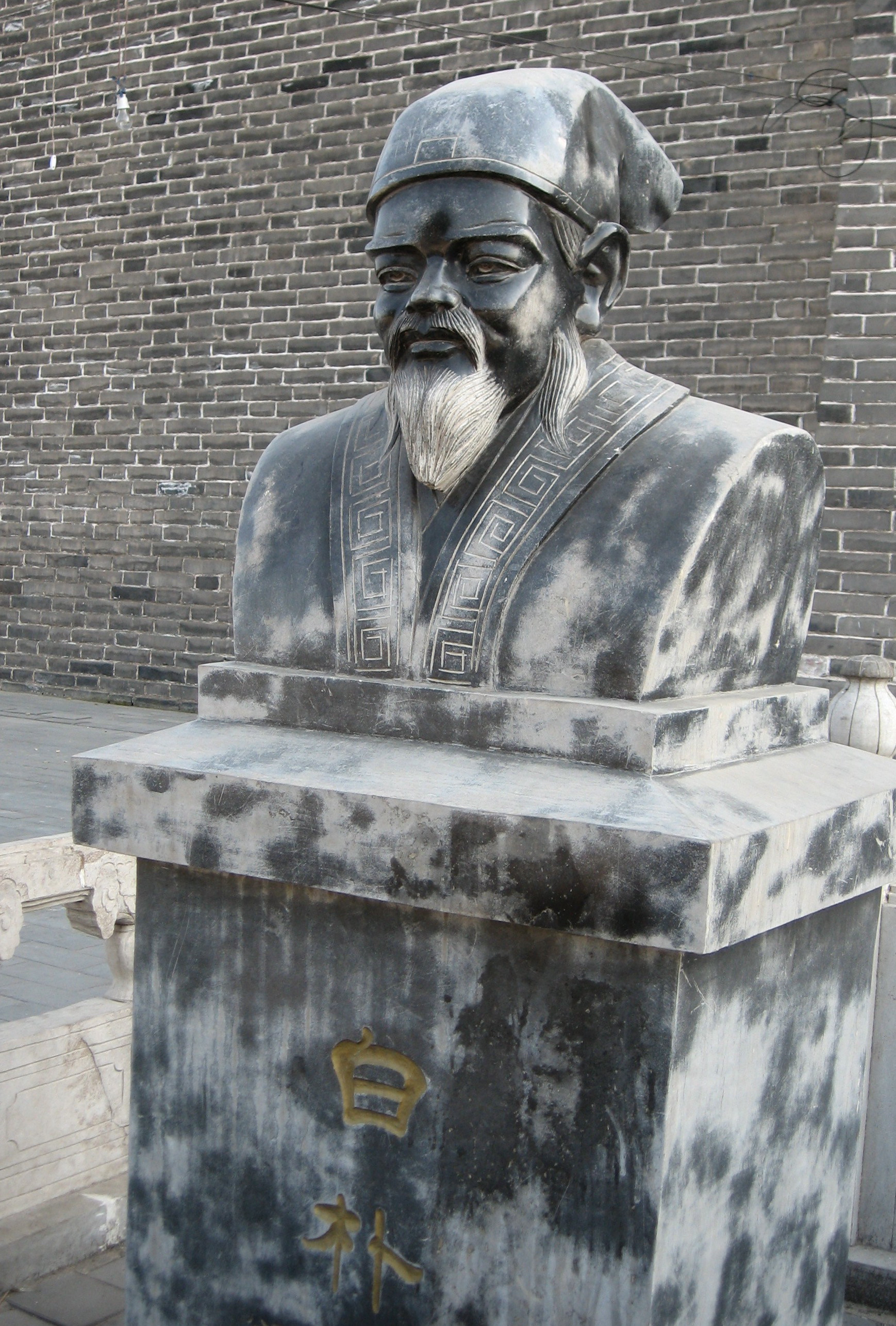
Бо Пу

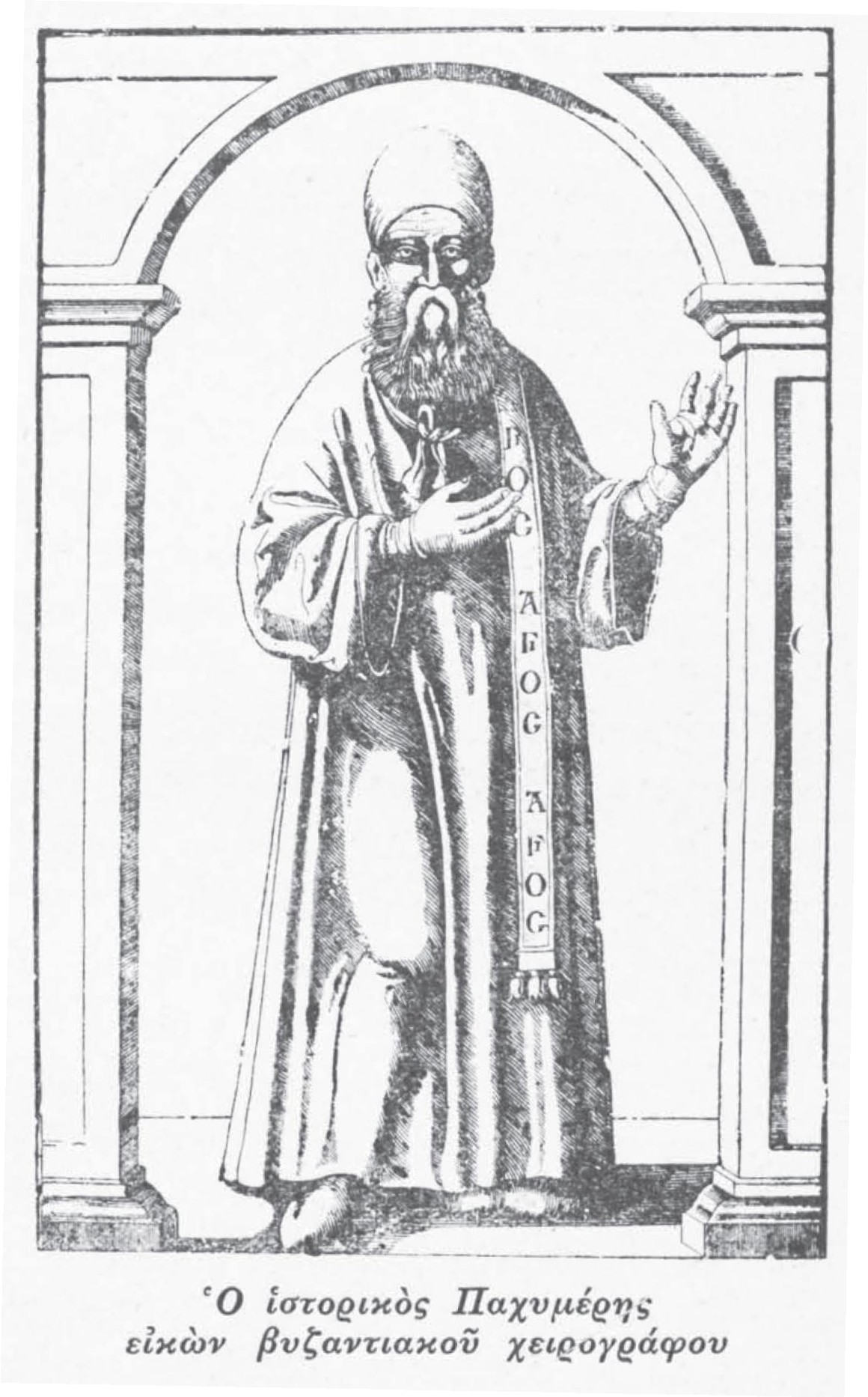
Георгий Пахимер

В этой статье представлен список известных людей, умерших в 1310 году.
См. также: Категория:Умершие в 1310 году

## Январь
- 21 января — Роберт Орфорд[англ.] — епископ Или (1302—1310).
- 23 января — Гвидо I да Полента — сеньор Равенны (1275—1297) из гвельфского рода да Полента, отец Франчески да Римини.
- Диего Лопес V де Аро — сеньор Бискайи (1295—1310), основатель Бильбао

## Февраль
- 11 февраля — Маргарита д’Уэн[фр.] — французская монахиня и мистическая писательница, святая римско-католической церкви.
- 17 февраля — Алексис Фальконьери[англ.] — один из семи создателей ордена сервитов, святой римско-католической церкви.

## Апрель
- 13 апреля — Атинхая[англ.] — один из основателей и правителей государства Мьинсайн (1297—1310)
- 21 апреля — Беатриса Савойская де Фосиньи — дочь графа Савойи Пьера II, графиня-консорт д'Альбон (1253—1269) как жена Гига VII, виконтесса-консорт Беарна и Габардана (1273—1290) как жена Гастона VII.
- 26 апреля — Констанция де Монкада — виконтесса Марсана (1270/1273—1310), графиня Бигорра (1283—1292)

## Май
- 5 мая — Зигфрид II Кверфуртский[англ.] — князь-епископ Хильдесхайма (1279—1310).
- 20 мая — Джон де Мельс, английский аристократ, 1-й барон Мельс (с 1299).
- 22 мая — Гумилития  — святая Римско-Католической Церкви, монахиня, основательница женских монастырей ордена валломброзианов, покровительница города Фаенца.
- 28 мая — Оттон III — Граф Тироля, герцог Каринтии и герцог Крайны (1295—1310)

## Июнь
- 1 июня — Маргарита Поретанская – французская монахиня-бегинка, мистическая писательница. Сожжена как еретичка.
- 5 июня — Амори II Тирский — регент Кипрского королевства (1306—1310); убит
- 26 июня — Раймонд де Гот[фр.] — французский кардинал-дьякон de S. Maria Nuova (1305—1310).

## Июль
- 4 июля — Йиндржих I из Рожмберка, чешский феодал и государственный деятель, высочайший коморник Чешского королевства (1301—1310).

## Сентябрь
- 17 сентября — Бернхард фон Вёльпе[нем.] — архиепископ Магдебурга (1279—1282), архиепископ Гамбурга-Бремена (1307—1310)
- 18 сентября — Изарнус Фонтиано — архиепископ Рижский (1300—1302), архиепископ Лунда (1302—1310), архиепископ Салерно (1310)

## Октябрь
- 1 октября — Беатрис Бургундская — графиня де Шароле (1267—1310), дама де Бурбон (1287/1288—1310), жена Роберта де Клермон
- 14 октября — Бланка Анжуйская — королева-консорт Арагона (1295—1310), королева-консорт Сицилии (1295—1296), жена Хайме II
- 28 октября — Афанасий I — Константинопольский патриарх (1289—1293, 1303—1310)
- 29 октября — Отто — граф Клеве (1305—1310)

## Ноябрь
- 23 ноября — Абу-ль-Рабия — маринидский султан Марокко (1308—1310)

## Декабрь
- 10 декабря — Стефан I (39) — герцог Нижней Баварии (1290—1310).
- 13 декабря — Томас Джорз[итал.] — английский кардинал Santa Sabina (1305—1310
- 20 декабря — Педро Родригес[англ.] — испанский кардинал (1302—1310)
- 23 декабря — Феоктист — архиепископ новгородский (1300—1310), святой православной церкви

## Дата неизвестна или требует уточнения
- Абдаллах ибн Ахмад ан-Насафи — мусульманский теолог.
- Альберт фон Бардевик[нем.] — бургомистр Любека (1308–1310).
- Ангерран IV де Куси, виконт Мо, сир де Куси, сеньор Монмирайля, Кревкёра, Уази, Марля, Ла Фера, Крепи и Вервена.
- Бейбарс II аль-Джашанкир — мамлюкский султан из династии Бахритов (1309), казнён.
- Стефан Бергерш, английский аристократ, 2-й барон Бергерш (с 1306).
- Бо Пу — китайский поэт и драматург
- Бурхард фон Шванден — Великий магистр Тевтонского ордена (1282/1283—1290).
- Василий Константинович — удельный князь Галицко-Дмитровского княжества (1280—1310)
- Гао Кэгун — китайский художник
- Георгий Пахимер — византийский философ, историк, математик, писатель и церковный деятель.
- Годфри де Вианден[англ.] — герцог Виандена (1273—1310)
- Джон де Соулс — хранитель Шотландии (1301—1304).
- Дулкадир-бей, мифический предок династии, правившей в бейлике Дулкарирогулларов.
- Иоанн Капуанский, итальянский писатель и переводчик еврейского происхождения.
- Костандин II — король Киликийской Армении (1298—1299).
- Уильям Лейбёрн, английский аристократ, крупный землевладелец из Кента, 1-й барон Лейбёрн (с 1299); первый в истории Англии адмирал королевского флота.
- Александр Макдугалл — правитель Аргайла (ок. 1270—1299) из рода Макдугалл, один из главных противников Роберта Брюса в ходе войны за независимость Шотландии.
- Менахем Реканати, итальянский раввин и каббалист.
- Мохаммед ибн Гао — манса империи Мали из династии Кейта (1305—1310)
- Мэтью де Эссартс[фр.] — епископ Эврё (1299—1310)
- Раймонд де Гофреди[англ.] — генерал ордена францисканцев (1289—1295)
- Свантеполк Кнудссон[англ.] — лорд Вибю в Эстергётланде
- Святослав Глебович — князь можайский (1299—1303), князь брянский (1309—1310), погиб в бою с монголами
- Святослав Мстиславич — князь Карачевский и Козельский (?—1310), убит
- Томмазо дела Стефани[англ.] — итальянский неаполитанский художник.
- Хусам ад-Дин ас-Сыганаки, мусульманский учёный, правовед-факих ханафитского мазхаба.
- Шахрияр V Баванди[англ.] — правитель Табаристана из династии Баванди (1300—1310).
- Шамс ад-Дин Мухаммад, 28-й имам исмаилитской общины низаритов.
- Шамсуддин ас-Самарканди — среднеазиатский математик и астроном.
- Шломо бен Адерет — испанский раввин, крупнейший галахист поколения, автор респонсов Рашба.
- Эрик Лангбайн[англ.] (Длинноногий) — сеньор Лангеланна (1295—1310)